# نادر أحمدي
نادر احمدي (12 سبتمبر 1986 بإيران - ) هو لاعب كرة قدم إيراني في مركز الوسط. لعب مع نادي باس طهران ونادي باس همدان ونادي بيكان ونادي فولاد خوزستان.

## وصلات خارجية
- نادر احمدي على موقع قاعدة بيانات كرة القدم.إي يو (الإنجليزية)